# Neotanais tricarinata
Neotanais tricarinata är en kräftdjursart som beskrevs av Gardiner 1975. Neotanais tricarinata ingår i släktet Neotanais och familjen Neotanaidae. Inga underarter finns listade i Catalogue of Life.